# Amos Eaton
Amos Eaton, född 17 maj 1776 i Chatham i Columbia County i New York, död 10 maj 1842 i Troy i New York, var en amerikansk advokat, botaniker, geolog, lärare och professor. Han grundade det privata forskningsuniversitetet Rensselaer Polytechnic Institute tillsammans med markägaren och politikern Stephen van Rensselaer III den 5 november 1824.
Eaton avlade en examen i naturfilosofi vid Williams College.